# Cantonul Hochfelden
Cantonul Hochfelden este un canton din arondismentul Strasbourg-Campagne, departamentul Bas-Rhin, regiunea Alsacia, Franța.

## Comune
- Alteckendorf
- Bossendorf
- Duntzenheim
- Ettendorf
- Friedolsheim
- Geiswiller
- Gingsheim
- Grassendorf
- Hochfelden (reședință)
- Hohatzenheim
- Hohfrankenheim
- Ingenheim
- Issenhausen
- Lixhausen
- Melsheim
- Minversheim
- Mittelhausen
- Mutzenhouse
- Ringeldorf
- Ringendorf
- Saessolsheim
- Schaffhouse-sur-Zorn
- Scherlenheim
- Schwindratzheim
- Waltenheim-sur-Zorn
- Wickersheim-Wilshausen
- Wilwisheim
- Wingersheim
- Zœbersdorf